# Sindrome di Cockayne
La sindrome di Cockayne, nota anche come sindrome di Weber-Cockayne e sindrome di Neill-Dingwall, è una rara malattia genetica a trasmissione autosomica recessiva caratterizzata dall'anomalo sviluppo del sistema nervoso, da grave fotosensibilità e da invecchiamento precoce.
Deve il suo nome a Edward Alfred Cockayne che per primo la definì e a Mary Dingwall, Catherine Neill e Frederick Parkes Weber che la studiarono in seguito.

## Patogenesi
Le cellule dell'organismo di persone affette non sono in grado di replicare correttamente per alterazioni nel meccanismo di riparazione del DNA e questo porta a un invecchiamento precoce. Conseguentemente i pazienti passano rapidamente dall'infanzia alla vecchiaia, saltando di fatto adolescenza ed età adulta.

## Clinica
Il bambino nasce di solito sottopeso e manifesta inizialmente una serie di ritardi nello sviluppo e nella crescita. Dopo l'anno d'età, il bambino manifesta forti tremori che ostacolano le funzioni motorie. Un altro sintomo molto comune e che si manifesta immediatamente dopo la nascita è la presenza di cataratte.

## Prognosi
Gli affetti dalla malattia spesso muoiono entro il settimo anno d'età.